# Valencia (rodzaj)
Valencia – rodzaj ryb z rodziny walencjowatych (Valenciidae).

## Występowanie
Zasiedlają wody słodkie i półsłodkie Hiszpanii (V.hispanica),oraz słodkie w Albanii i Grecji.

## Klasyfikacja
Gatunki zaliczane do tego rodzaju:
- Valencia hispanica - walencja hiszpańska[3]
- Valencia letourneuxi